# Solectron
Solectron a fost unul dintre cei mai mari furnizori de servicii pentru producătorii de echipamente electronice din lume.
A fost cumpărat de compania Flextronics în octombrie 2007.

## Solectron în România
Compania a intrat în România în 1998, deschizând o fabrică de componente electronice la Timișoara, investiția fiind de peste 150 milioane dolari.
În 2005, compania și-a extins activitatea din România prin deschiderea unui centru de design și inginerie, care furnizează servicii tuturor clienților Solectron.
Compania avea în România circa 2.000 de salariați în 2007 și a înregistrat în anul 2006 afaceri de 44,2 milioane euro.
În 2005, cifra de afaceri în România era de 40,5 milioane de euro.
În anul 2000, Solectron avea 3.500 de angajați în România.